# ضاحية صباح السالم
ضاحية صباح السالم، منطقة من مناطق الكويت، تقع بعد الدائري السادس، وهي من محافظة مبارك الكبير، وتتكون المنطقة من 13 قطعة. سميت بهذا الاسم تخليدا لذكرى الشيخ صباح السالم الصباح الحاكم الثاني عشر لدولة الكويت.